# Bhaskar Menon
Bhaskar Menon (Trivandrum, 29 mei 1934 - Beverly Hills, 4 maart 2021) was een Indiaas-Amerikaans directeur in de muziekindustrie en media. Hij had de leiding over Capitol Records en stond decennialang aan het hoofd van EMI Music Worldwide. In de jaren 1990 stapte hij uit de muziekwereld en ging hij verder met een investeringsmaatschappij.

## Biografie
Menon kwam uit de Indiase deelstaat Kerala. Hij studeerde aan de Universiteit van Delhi en Universiteit van Oxford. Hierna ging hij in dienst voor EMI in Londen en kwam hij in 1964 aan het hoofd te staan van EMI India. Daarna keerde hij terug naar Londen. In 1970 kreeg hij de leiding over internationale zaken.
In 1971 werd hij in Los Angeles ceo van de EMI-dochter Capitol Records, die belangrijke bands had gecontracteerd zoals The Beatles en The Beach Boys.
In 1971, vijf maanden na The concert for Bangladesh, met artiesten als George Harrison, Ravi Shankar en Bob Dylan, bracht hij het livealbum uit wat vanwege het grote aantal artiesten een hele toer was. Ook kreeg hij veel lof voor zijn besluit om het album The Dark Side of the Moon van Pink Floyd op de Amerikaanse markt te brengen en te promoten. Wereldwijd werden er 40 miljoen exemplaren van gekocht en het album stond bij elkaar 14 jaar in de Billboard 200. Tot die tijd had Pink Floyd geen vaste voet op Amerikaanse bodem weten te krijgen.
In 1974 werd hij bestuurslid van EMI. Onder Menons leiding tekende Capitol artiesten als Blondie, David Bowie, Natalie Cole, Sheena Easton en Diana Ross. In 1978 organiseerde hij de fusie van alle onderdelen van EMI waaruit de muziekreus EMI Music Worldwide voortkwam. Zelf kreeg hij de leiding over het concern. In de veranderende muziekmarkt breidde hij zijn invloed uit naar verschillende subgernes in de rock-'n-roll die in de jaren tachtig opkwamen. Daarnaast had hij de leiding over EMI Films en EMI Television Programs.
Naast lof kwam er ook steeds meer kritiek, met als grote klacht dat de platenmaatschappijen machtiger en rijker waren geworden dan de artiesten zelf.
In 1990 nam Menon afscheid van EMI en de muziekwereld. Vijf jaar later zette hij zijn eigen bedrijf op, International Media Investments Incorporated. Hiermee investeerde hij in media wereldwijd, waaronder in de Indiase televisiemaatschappij NDTV waar hij ook in het bestuur zat.
Menon overleed in 2021. Hij is 86 jaar oud geworden.